# Jhon Valencia
John Valencia (Medellín, Antioquia, Colombia; 27 de marzo de 1982) es un exfutbolista colombiano. Jugaba como centrocampista y se retiró en el Deportivo Pasto.

## Clubes
| Club                | País                | Año                 | Partidos | Goles |
| ------------------- | ------------------- | ------------------- | -------- | ----- |
| Deportes Quindío    | Colombia            | 2004                | 24       | 2     |
| Deportivo Pereira   | Colombia            | 2005                | 35       | 2     |
| Deportes Quindío    | Colombia            | 2006 - 2007         | 18       | 3     |
| América de Cali     | Colombia            | 2007 - 2009         | 96       | 5     |
| Once Caldas         | Colombia            | 2009 - 2010         | 54       | 2     |
| Atlético Nacional   | Colombia            | 2011                | 37       | 2     |
| Juan Aurich         | Perú                | 2012                | 39       | 6     |
| Santa Fe            | Colombia            | 2013                | 44       | 3     |
| La Equidad          | Colombia            | 2014                | 43       | 3     |
| Alianza Atlético    | Perú                | 2015 - 2017         | 85       | 5     |
| Deportivo Pasto     | Colombia            | 2017                | 7        | 0     |
| Total en su carrera | Total en su carrera | Total en su carrera | 482      | 33    |

## Palmarés

### Torneos nacionales
| Título                | Equipo            | País     | Año  |
| --------------------- | ----------------- | -------- | ---- |
| Torneo Finalización   | América de Cali   | Colombia | 2008 |
| Torneo Finalización   | Once Caldas       | Colombia | 2010 |
| Torneo Apertura       | Atlético Nacional | Colombia | 2011 |
| Superliga de Colombia | Santa Fe          | Colombia | 2013 |